# Mondingsstop

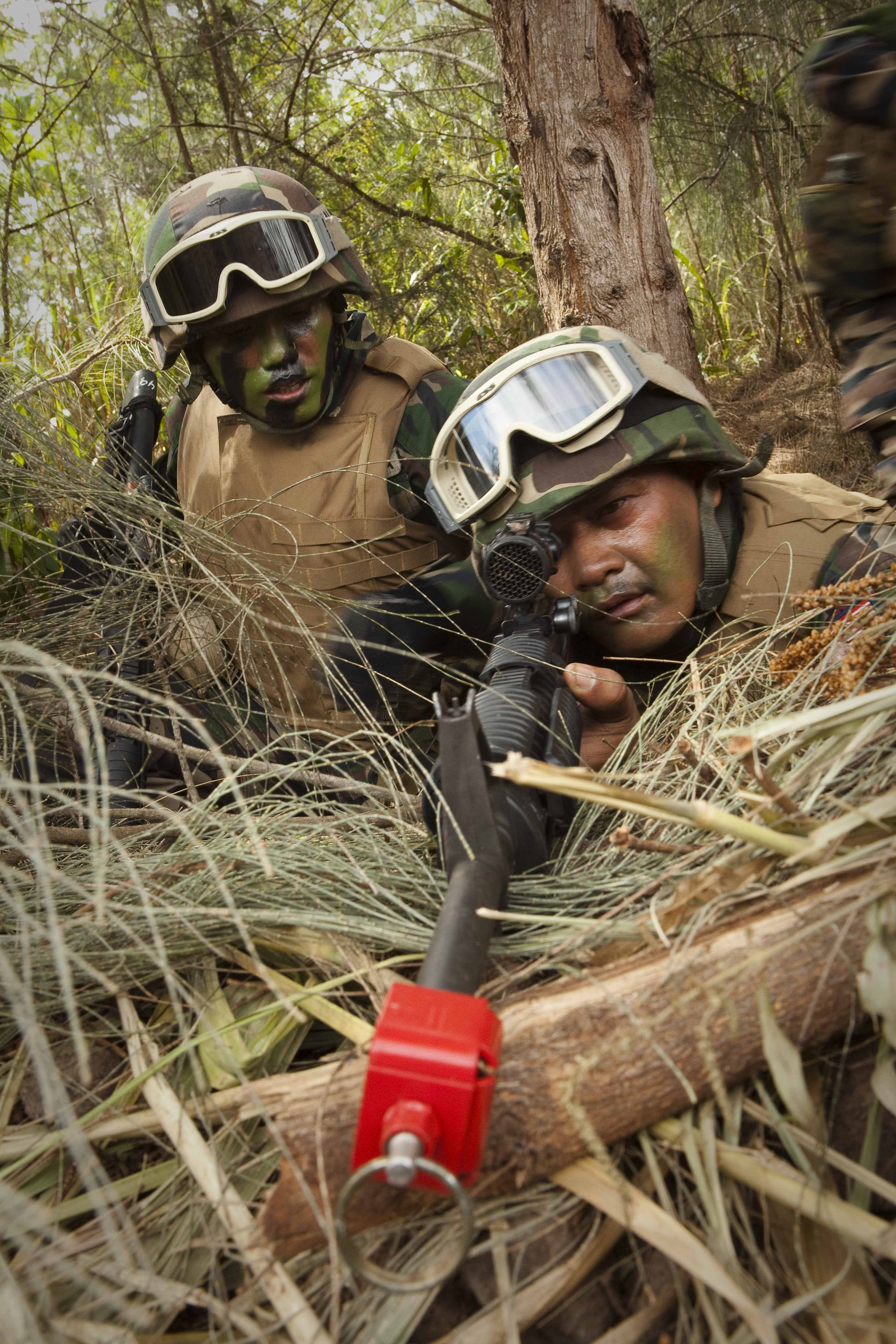
Roodgekleurde mondingsstop aan het uiteinde van de loop

De mondingsstop is een soort plug die bij automatisch herlaadbare (hand)vuurwapens doorgaans op de mondingsvlamdemper wordt bevestigd bij het afvuren van losse flodders.
Het bevestigen gebeurt met schroefdraad aan de buitenzijde van de mondingsstop en de schroefdraad aan de binnenzijde van de vlamdemper. De mondingsstop zorgt voor een blokkade van de loop en is bedoeld voor oefensituaties zonder scherpe munitie. De mondingsstop is voorzien van een gekalibreerde opening om bij het afvuren van losse flodders een juiste gasdruk in de loop te behouden zodat het herlaadmechanisme aangedreven wordt.